# バラード第2番 (リスト)
バラード第2番（2me Ballade） ロ短調 S.171は、フランツ・リストが1853年に作曲したピアノのためのバラード。

## 概要
リストが2作目のバラードを完成させたのは大作ピアノソナタ ロ短調が出来上がったのと同じ頃であった。作曲はヴァイマルにて進められ、1854年にキンストナー社から出版されるとカール・フォン・ライニンゲン伯爵へ捧げられた。ライニンゲン伯爵はバラード第1番の献呈を受けたオイゲン・ヴィトゲンシュタイン公爵の義理の弟にあたる人物である。
リストは楽譜に表題を掲げなかったものの、長らくゴットフリート・アウグスト・ビュルガーのバラード『レノーレ』が本作の題材であると考えられてきた。このバラードを扱った作品には、他にもリスト自身によるピアノ伴奏付きの朗唱（S.346）やヨアヒム・ラフの交響曲第5番などがある。一方、リストの孫弟子にあたるクラウディオ・アラウは、本作をヘーローとレアンドロスの神話と重ねる解釈が「リストの専門家うちではよく知られていました」と述べている。
第1番のバラードと比較すると第2番は演奏時間が2倍程度拡大するとともに構想は大きく広がり、規模並びに内容の著しい深化が見て取れる。本作はピアノのためのバラードというジャンルにおいてショパンの4作品に続く作品に位置づけられ、多くのピアニストが取り上げるなど近年では再評価の機運が高まっている。

## 演奏時間
約13-15分。

## 楽曲構成
冒頭から低音部が不気味な半音階を奏する中、最初の主題が提示される（譜例1）。
譜例1
凶暴で悪魔的なうねりが一段落すると、変わって愛らしい主題が奏される（譜例2）。譜例1と譜例2の両主題は半音下げて繰り返される。
譜例2
アレグロ・デチーゾとなると軍楽調の楽想を用いて技巧的に盛り上がりを見せる。次いで抒情的な主題が弱音で出される（譜例3）。
譜例3
その後、譜例2が歌われると譜例1に始まる展開が続き、譜例3を経て譜例2が回帰する。そのまま推移するとアレグロ・モデラート、ロ長調となりカンタービレでオペラ調の旋律が奏されるが、これは譜例1が転じたものである。譜例3を挟んで再びこの主題が勇壮に奏でられ、最後は譜例2によるコーダによって弱音の中に終わりを迎える。なお、結尾部分には当初強奏によって締められる版が準備されていたものの、出版前に作曲者自身によって現行の形へと差し替えられた。